# Я люблю неприятности
«Я люблю неприятности» (англ. I Love Trouble) — романтическая комедия, главные роли в которой исполнили Джулия Робертс и Ник Нолти. Режиссёром фильма стал Чарльз Шайер.

## Сюжет
В фильме рассказывается о судьбе соперничающих между собой журналистах Сабрине (Джулия Робертс) и Питере (Ник Нолти). Сабрина — молодая амбициозная репортёр, жаждущая раскрыть тайну загадочного крушения поезда. Питер же работает для конкурирующего издания, по характеру является полной противоположностью Сабрине а, кроме того, намного её старше. Тем не менее, герои влюбляются друг в друга по ходу действия фильма.

## В ролях
- Ник Нолти — Питер Брэкетт / англ. Peter Brackett
- Джулия Робертс — Сабрина Петерсон / Sabrina Peterson
- Сол Рубинек — Сэм Смотермен / Sam Smotherman
- Джеймс Ребхорн — Худой человек / The Thin Man
- Роберт Лоджиа — Мэтт / Matt
- Келли Разерфорд — Ким / Kim
- Олимпия Дукакис — Джинни / Jeannie
- Марша Мейсон — Сенатор Роббинс / Senator Robbins
- Кларк Грегг — Дэррил Бикман-младший